# Disney XD
Disney XD é um canal de televisão por assinatura estadunidense com versões por vários países, de propriedade da The Walt Disney Company unidade da The Walt Disney Company através da Disney Channels Worldwide. A programação da rede é direcionada a crianças e jovens da idade de 6 aos 24 anos. O sinal também está disponível em HD pelo canal Disney XD HD. Foi lançado em 13 de fevereiro de 2009 nos EUA em substituição ao Toon Disney. O canal encerrou suas atividades na América Latina no dia 1 de abril de 2022.
O canal exibia ao ar o seu conteúdo original, como Zeke e Luther, Os Guerreiros Wasabi, I'm in the Band, Par de Reis, Lab Rats, Mega Med, Guia de um Gamer Para Quase Tudo, e alguns programas populares do Disney Channel, como The Suite Life on Deck e Phineas e Ferb, assim como alguns filmes feitos para a TV.
Ele era oferecido com áudio em espanhol, quer através de um canal separado como parte de um pacote de língua espanhola de rede vendido por cabo e provedores de satélite ou uma faixa de áudio em separado, com a opção SAP, dependendo do sistema. O canal também oferece um serviço de vídeo-on-demand para o sistema digital por cabo e assinantes de IPTV, oferecendo programação gratuita.
O projeto foi criado para atingir principalmente o público masculino infanto-juvenil, já que grande parte do público do Disney Channel é constituído de meninas.
Em janeiro de 2016, o Disney XD estava disponível para 77,5 milhões de famílias nos Estados Unidos.

## História
O canal inicialmente foi lançado como um canal via streaming na internet em 2007, depois foi novamente lançado em 13 de fevereiro de 2009, só que para a televisão substituindo o Toon Disney e seu bloco noturno Jetix.

## Internacional

### Canais ativos (fora da EUA)
| Mercado | Typo                             | Antigamente | Data de lançamento     | Operadora                                                                    |
| ------- | -------------------------------- | ----------- | ---------------------- | ---------------------------------------------------------------------------- |
| Polónia | canal                            | Jetix       | 19 de setembro de 2009 | The Walt Disney Company Limited (20% detida pela AMC Networks International) |
| Holanda | canal partilhado com Veronica TV | Jetix       | 1 de janeiro de 2010   | The Walt Disney Company (canal partilhado com Talpa Network)                 |
| Canadá  | canal                            | —           | 1 de dezembro de 2015  | Corus Entertainment                                                          |

### Histórico
- Na França o canal foi lançado em 2 de abril de 2009, substituindo o Jetix, e terminou suas atividades em 7 de abril de 2020.
- Em toda a América Latina o anúncio foi feito 16 de maio de 2009 pela The Walt Disney Company Latin America. Substituiu o Jetix em 3 de julho de 2009.
- No Reino Unido aconteceu de maneira semelhante, substituindo o Jetix em 31 de agosto de 2009.
- No Japão o canal substituiu o Toon Disney desde 2 de agosto de 2009.
- Chegou a Espanha no dia 19 de setembro de 2009 em substituição ao Jetix e terminou suas atividades em 1 de abril de 2020.
- Na Polônia, foi lançado em 20 de setembro de 2009, substituindo o canal Jetix.
- Na Índia o canal foi lançado em 14 de novembro de 2009 e sendo substituído pelo Marvel HQ em 20 de janeiro de 2019.
- Uma versão canadiana do Disney XD foi lançada a 1 de junho de 2011 pela Astral Media, adquirida em 2013 pela Bell Media e revendida à DHX Media. Em 2015, a DHX Media perdeu os direitos da Disney para a Corus Entertainment.  Assim, a primeira versão do Disney XD foi substituída pelo Family CHRGD a 9 de outubro de 2015, enquanto a Corus Entertainment lançou a sua própria versão do Disney XD a 1 de dezembro de 2015. Um bloco de programação em francês Disney XD Zone foi transmitido pela La Chaîne Disney de 2016 a 2019.
- Na Oceania o canal foi lançado em 10 de agosto de 2014 e terminou suas atividades em 6 de janeiro de 2019.
- Em 1 de outubro de 2019, após a não renovação do contrato pela Sky Italia, o canal terminou suas atividades.
- Na América Latina, o canal foi encerrado no dia 1 de abril de 2022, junto com Disney Junior (apenas no Brasil), Nat Geo Kids, Nat Geo Wild, FXM e Star Life.

## Programação
O canal conta com séries originais Disney XD e reprises de séries antigas do Disney Channel, como The Suite Life of Zack & Cody (no Brasil, Zack e Cody: Gêmeos em Ação, e em Portugal, Hotel Doce Hotel: As aventuras de Zack e Cody) nos Estados Unidos. Já no Brasil, além das séries originais Disney XD, também é apresentando animes como Beyblade Metal Fusion e Digimon.

## Disney XD HD

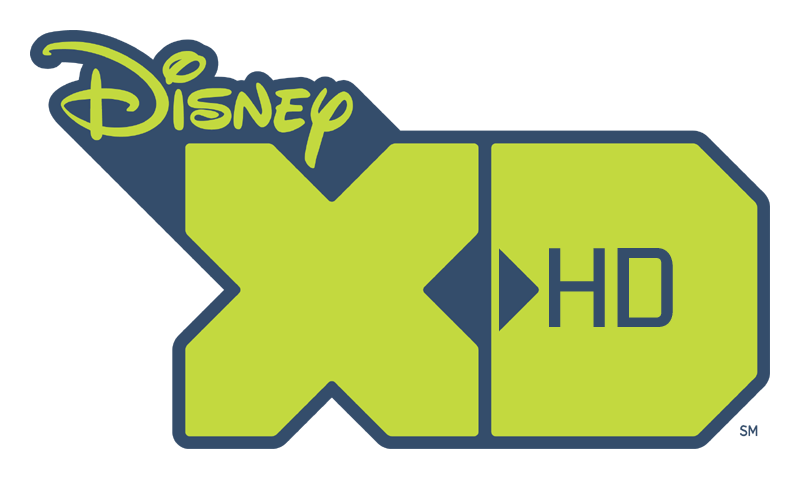
Logo Disney XD HD em 2009

Disney XD HD é a versão alta definição do canal. Ele roda em formato 1080i. Apenas programas feitos depois de 2009 rodam nesse formato, ou seja é um pouco limitado a demais filmes e séries que não estão disponível em HD.
Na Holanda foi lançado em 18 de abril de 2011, outras partes da Europa em 18 de outubro de 2010. 
No Brasil e na América Latina, foi lançado em 2018.